# 沈伟业
沈伟业（？—？），会稽人，是一名清朝政治人物。贡生出身。
沈伟业曾于乾隆十三年（1748年）接替王绍文任邵武府知府一职，後由愈唐接任。